# Arthur Grumiaux
Arthur Grumiaux [aʁtyʁ gʁy'mjo] (* 21. März 1921 in Villers-Perwin, Belgien; † 16. Oktober 1986 in Brüssel) war ein belgischer Violinist und Dirigent.

## Leben
Arthur Grumiaux war einer der letzten bedeutenden Vertreter der Franco-Belgischen Violinschule. Als Sohn einer Arbeiterfamilie bekam er mit vier Jahren ersten Klavier- und Violinunterricht von seinem Großvater. Mit sechs Jahren besuchte er das Konservatorium von Charleroi und errang bereits mit elf Jahren die ersten Preise für Violine und Klavier. Anschließend studierte er am Brüsseler Konservatorium in der Meisterklasse des Ysaÿe-Schülers Alfred Dubois. Ab 1936 vervollkommnete er seine Studien bei George Enescu in Paris.
1939 errang er den Vieuxtemps- und den Prume-Preis.
Während des Zweiten Weltkrieges unterbrach er seine Solistenlaufbahn und widmete sich hauptsächlich der Kammermusik. Nach dem Ende des Krieges begann seine steile Karriere in Westeuropa, 1951 bereiste er die USA. 1949 trat er die Nachfolge seines Lehrers Dubois am Brüsseler Konservatorium an. Als Violinlehrer legte er besonderen Wert auf die Phrasierung und die Klangqualität des Spiels seiner Studenten. Er erwartete höchsten technischen Standard von seinen Schülern und versuchte gemeinsam mit ihnen, die bestmögliche und dem jeweiligen persönlichen Stil des Schülers angepasste Lösung zu finden.
Seine musikalische Partnerschaft mit der rumänischen Pianistin Clara Haskil empfand Grumiaux als einen der größten Glücksfälle in seinem Leben; weitere Referenz-Einspielungen von Kammermusikwerken entstanden in Zusammenarbeit mit der Pianistin Dinorah Varsi und den Pianisten Paul Crossley und György Sebők.
Sein Repertoire umfasste alle großen Konzerte der klassischen Violinliteratur, bis hin zu den Konzerten der klassischen Moderne.
Er machte zahlreiche Schallplattenaufnahmen unter dem Philips-Plattenlabel. Die vollständigen Beethoven- und Mozart-Sonaten mit Clara Haskil sind legendär, ebenso die Sonaten und Partiten für Violine solo von Bach und Aufnahmen des Beethoven-Konzertes mit verschiedenen Orchestern, die Mozartkonzerte und das Berg-Violinkonzert. Mit dem Grumiaux Trio (Arthur Grumiaux, Georges Janzer, Eva Czako) spielte er sämtliche Trios von Beethoven und Mozart ein.
Ein technisches Unikum ist die Aufnahme einer Sonate für Violine und Klavier von Mozart, bei der er 1959 im Playbackverfahren beide Instrumente spielte.
Grumiaux besaß die Titian von Antonio Stradivari, konzertierte aber meistens auf seiner Guarneri del Gesù.
1973 verlieh ihm das belgische Königshaus den Ehrentitel eines Barons. 1985 wurde er korrespondierendes Mitglied der Académie royale des Sciences, des Lettres et des Beaux-Arts de Belgique (Classe des Beaux-Arts).
An Diabetes erkrankt und bedingt durch seine Flugangst, trat Grumiaux in seinen letzten Jahren hauptsächlich in Westeuropa auf und konzentrierte sich auf Plattenaufnahmen.
Am 29. Juni 1986 fand das letzte Konzert im Kieler Schloss mit dem Philharmonischen Orchester der Stadt Kiel unter der Leitung des Generalmusikdirektors Hans Zanotelli statt. Grumiaux spielte den Solopart des Tschaikowski-Violinkonzertes in einem Konzertprogramm, das hauptsächlich Werke slawischer Komponisten enthielt: Die sinfonische Dichtung Taras Bulba von Leoš Janáček nach einer Novelle von Nikolaj Gogol und zwei von sechs Tänzen von Antonín Dvořák, op. 46 und op. 72.
Arthur Grumiaux war Mitbegründer des Festivals von Stavelot im Jahre 1962, diesen Kontakt pflegte er bis kurz vor seinem Ableben.